# ۱۱۸۱ لیلیت

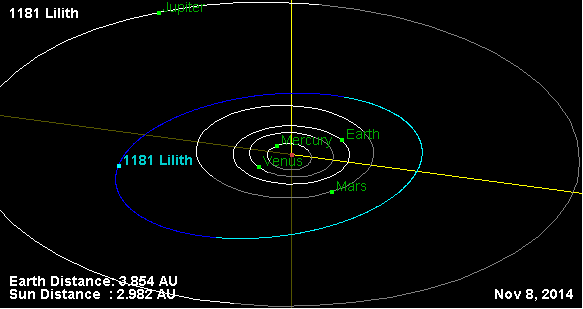
نمایی از محل قرارگیری سیارک ۱۱۸۱ لیلیت در مدار – ۲۰۱۴

سیارک ۱۱۸۱ (به انگلیسی: 1181 Lilith، نامگذاری:1927CQ) هزار و صد و هشتاد و یکمین سیارک کشف شده‌است که در ۱۱ فوریه ۱۹۲۷ و در الجزیره کشف شد.
قدر مطلق سیارک برابر ۱۱٫۵۰ است.